# Алан Джон Персиваль Тейлор
Алан Джон Персиваль Тейлор (англ. Alan John Percivale Taylor, 25 березня 1906, містечко Біркдаль, неподалік м. Саутпорта, Велика Британія — 7 вересня 1990, м. Лондон) — британський історик, який спеціалізувався на історії міжнародних відносин і європейської дипломатії XIX і XX століть. Журналіст і телеведучий. Визнання отримав, в основному, завдяки своїм телевізійним лекціям. Історик Річард Овері назвав його «Маколеєм нашої епохи».

## Життєпис
Тейлор народився 25 березня 1906 року у фінансово забезпеченій сім'ї з лівими, феміністськими і антивоєнними поглядами. Його мати була членом Комінтерну, а його дід — співзасновником Комуністичної партії Великої Британії.
У 1924—27 роках Тейлор вивчав сучасну історію в Оксфорді. Під час Другої світової війни служив в армії і підтримував стосунки з такими видатними політичними емігрантами з Європи як колишній прем'єр-міністр Угорщини граф Михай Каррой[прояснити] і президент Чехословаччини Едвард Бенеш.
У 1930—1938 роках він читав лекції з історії нового часу в Манчестерському університеті.

## Особисте життя
Тейлор був тричі одружений. Його першою дружиною була Маргарет Адамс: вони одружилися в 1931 році, але розлучилися в 1951 році. Цього ж року Тейлор одружився з Ев Кросланд: вони розлучилися в 1974 році. У Тейлора було шестеро дітей, четверо — у шлюбі з першою дружиною, і двоє — з другою. Його третя дружина — угорський історик Єва Харашті, з якою він одружився в 1976 році. У 1984 році він потрапив в автокатастрофу. Через тяжкі травми і розвиток хвороби Паркінсона він поступово практично втратив здатність писати. У 1985 році він майже повністю відійшов від справ, а його остання публічна поява відбулася в 1986 році під час заходів, які організували Норман Дейвіс і Мартін Гілберт (послідовники та прихильники А. Тейлора) з нагоди вісімдесятої річниці з дня його народження. Наступного року А.Тейлор переїхав до будинку престарілих, де і помер 7 вересня 1990 року у віці 84 років.

## Наукова діяльність
У своїй першій історичній книзі, що побачила світ в 1945 році («Курс німецької історії»), Тейлор спробував знайти пояснення феномену приходу нацистів до влади в Німеччині. Предметом його вивчення були суспільство і релігія. Він прийшов до висновку про те, що нацисти могли прийти до влади лише в Німеччині оскільки саме ця країна мала доволі екстремальну і складну історію. Тейлор розцінював пангерманську політику імператорів Вільгельма I та Вільгельма II як своєрідне джерело агресивної поведінки країни, яка й вивела в кінцевому підсумку на політичну арену націонал-соціалізм. Ця книга мала успіх у Великій Британії. Саме через своє змістовне наповнення і доволі радикальні думки, висловлені її автором, книга не залишилася непоміченою на міжнародному рівні та викликала жваві дискусії в самій Німеччині.

## Основні праці
- The Italian Problem in European Diplomacy, 1847—1849, 1934.
- (editor) The Struggle for Supremacy in Germany, 1859—1866 by Heinrich Friedjung, 1935.
- Germany's First Bid for Colonies 1884—1885: a Move in Bismarck's European Policy, 1938.
- The Habsburg Monarchy 1809—1918, 1941, revised edition 1948, reissued in 1966 OCLC 4311308.
- The Course of German history: a Survey of the Development of Germany since 1815, 1945. Reissued in 1962. OCLC 33368634
- Trieste, (London: Yugoslav Information Office, 1945). 32 pages.
- Co-edited with R. Reynolds British Pamphleteers, 1948.
- Co-edited with Alan Bullock A Select List of Books on European History, 1949.
- From Napoleon to Stalin, 1950.
- Rumours of Wars, 1952.
- The Struggle for Mastery in Europe 1848—1918 (Oxford History of Modern Europe), 1954. online free
- Bismarck: the Man and Statesman, 1955. Reissued by Vintage Books in 1967 OCLC 351039.
- Englishmen and Others, 1956.
- co-edited with Sir Richard Pares Essays Presented to Sir Lewis Namier, 1956.
- The Trouble Makers: Dissent over Foreign Policy, 1792—1939, 1957.
- Lloyd George, 1961.
- The Origins of the Second World War, 1961. Reissued by Fawcett Books in 1969 OCLC 263622959.
- The First World War: an Illustrated History, 1963. OCLC 2054370 American edition has the title: Illustrated history of the First World War. OCLC 253080
- Politics In Wartime, 1964.
- English History 1914—1945 (Volume XV of the Oxford History of England), 1965. OCLC 36661639
- From Sarajevo to Potsdam, 1966. 1st American edition, 1967. OCLC 1499372
- From Napoleon to Lenin, 1966.
- The Abdication of King Edward VIII by Lord Beaverbrook, (editor) 1966.
- Europe: Grandeur and Decline, 1967.
- Introduction to 1848: The Opening of an Era by F. Fejto, 1967.
- War by Timetable, 1969. ISBN 0-356-02818-6
- Churchill Revised: A Critical Assessment, 1969. OCLC 4194
- (editor) Lloyd George: Twelve Essays, 1971.
- (editor) Lloyd George: A Diary by Frances Steveson, 1971.
- Beaverbrook, 1972. ISBN 0-671-21376-8
- (editor) Off the Record: Political Interviews, 1933–43 by W. P. Corzier, 1973.
- A History of World War Two: 1974.
- "Fritz Fischer and His School, " The Journal of Modern History Vol. 47, No. 1, March 1975
- The Second World War: an Illustrated History, 1975.
- (editor) My Darling Pussy: The Letters of Lloyd George and Frances Stevenson, 1975. ISBN 0-297-77017-9
- The Last of Old Europe: a Grand Tour, 1976. Reissued in 1984. ISBN 0-283-99170-4 OCLC 80148134
- Essays in English History, 1976. ISBN 0-14-021862-9
- "Accident Prone, or What Happened Next, " The Journal of Modern History Vol. 49, No. 1, March 1977
- The War Lords, 1977.
- The Russian War, 1978.
- How Wars Begin, 1979. ISBN 0-689-10982-2 OCLC 5536093
- Politicians, Socialism, and Historians, 1980.
- Revolutions and Revolutionaries, 1980.
- A Personal History, 1983.
- An Old Man's Diary, 1984.
- How Wars End, 1985.
- Letters to Eva: 1969—1983, edited by Eva Haraszti Taylor, 1991.
- From Napoleon to the Second International: Essays on Nineteenth-century Europe. Ed. 1993.
- From the Boer War to the Cold War: Essays on Twentieth-century Europe. Ed. 1995. ISBN 0-241-13445-5
- Struggles for Supremacy: Diplomatic Essays by A.J.P. Taylor. Edited by Chris Wigley. Ashgate, 2000. ISBN 1-84014-661-3 OCLC 42289691